# Elchan Mammadov
Elchan Mammadov (* 26. února 1982 Baku, Sovětský svaz) je ázerbájdžánský zápasník–judista a sambista.

## Sportovní kariéra
Sportovat začal v 6 letech. Nejprve se věnoval zápasu řecko-římskému, ale kvůli častým zraněním zápasu nechal. Od 13 let se věnoval sambu a judu současně. V roce 2004 reprezentoval Ázerbájdžán na mistrovství světa a Evropy v sambu, ale od roku 2005 se soustředil výhradně na judo. V judistické reprezentaci se prosadil v roce 2007 ve střední váze do 90 kg. Jeho osobním trenérem je Aganagı Safarov a Movlud Miralijev. V roce 2008 druhým si druhým místem na mistrovství Evropy v Lisabonu zajistil účast na olympijských hrách v Pekingu. Vypadl ve čtvrtfinále s Gruzíncem Irakli Cirekidzem. V roce 2012 se kvalifikoval na olympijské hry v Londýně, ale déle trvající problémy se shazováním váhy ho připravili o pěkný výsledek. Vypadl ve druhém kole s Korejcem Song Te-namem.
Od roku 2013 startuje v polotěžké váze do 100 kg. Na mistrovství světa v Riu v témže roce získal pro Ázerbájdžán nečekaný první titul mistra světa v judu. V roce 2014 ho provázela série zranění. Obhajobu mistrovského titulu vzdal ve druhém kole kvůli levému kotníku. V roce 2016 se kvalifikoval na olympijské hry v Riu, ale v ázerbájdžánské nominaci musel ustoupit mladšímu Elmaru Gasimovovi.

### Vítězství
- 2007 - 1x světový pohár (Baku)
- 2008 - 1x světový pohár (Baku)
- 2009 - 2x světový pohár (Bukurešť, Baku)
- 2011 - turnaj mistrů (Baku)
- 2012 - 1x světový pohár (Baku)
- 2013 - 1x světový pohár (Baku), turnaj mistrů (Ťumeň)
- 2016 - 2x světový pohár (Almaty, Abú Zabí)

## Výsledky
| Olympijské hry     | —  |   |   |     | úč. |     |    |     | úč. |     |     |     | —   |    |  |  |  |  |  |  |  |
| Mistrovství světa  |    | — |   | 7.  |     | úč. | 3. | úč. |     | 1.  | úč. | úč. |     | 5. |  |  |  |  |  |  |  |
| Evropské hry       |    |   |   |     |     |     |    |     |     |     |     | úč. |     |    |  |  |  |  |  |  |  |
| Mistrovství Evropy | —  | — | — | úč. | 2.  | 3.  | 3. | úč. | úč. | úč. | úč. | úč. | úč. | 1. |  |  |  |  |  |  |  |
| ME do 23 let       | 3. |   |   |     |     |     |    |     |     |     |     |     |     |    |  |  |  |  |  |  |  |